# 王晓荣
王晓荣，清朝人，是一名清朝政治人物。
王晓荣曾于1853年接替刘安澜任奉贤县知县一职，1854年由冯树勋接任。